# WrestleMania 23
WrestleMania 23 var den 23. udgave af pay-per-view-showet WrestleMania produceret af World Wrestling Entertainment. Det fandt sted 1. april 2007 fra Ford Field i Detroit, Michigan, i USA, hvor der var 80.103 tilskuere, hvilket gjorde showet til det største siden WrestleMania III i 1987. Der var tilskuere fra alle USAs 50 stater, 9 provinser i Canada og i alt 24 lande. Derudover var der 1,2 millioner mennesker, der købte showet på pay-per-view, hvilket er det højeste nogensinde for WrestleMania. 
Showets main event var en VM-titelkamp for WWE Championship mellem den regerende verdensmester John Cena og Shawn Michaels. WWE's anden VM-titel, World Heavyweight Championship, blev forsvaret tidligere på programmet i en VM-titelkamp mellem Batista og The Undertaker. Derudover mødte Bobby Lashley (med Donald Trump) og Umaga (med Vince McMahon) hinanden i en kamp, hvor taberens manager skulle barberes skaldet efter kampen. 

## Resultater
- Mr. Kennedy besejrede CM Punk, King Booker, Edge, Randy Orton, Finlay, Matt Hardy og Jeff Hardy i en Money in the Bank Ladder Match
  - Mr. Kennedy vandt dermed rettighederne til en VM-titelkamp.
- The Great Khali besejrede Kane
- WWE United States Championship: Chris Benoit besejrede Montel Vontavious Porter
- World Heavyweight Championship: The Undertaker besejrede Batista
  - The Undertaker vandt dermed VM-titlen fra Batista.
- ECW Originals (Tommy Dreamer, Sabu, The Sandman og Rob Van Dam) besejrede The New Breed (Elijah Burke, Marcus Cor Von, Matt Striker og Kevin Thorn) (med Ariel)
- Bobby Lashley (med Donald Trump) besejrede Umaga (med Vince McMahon og Armando Estrada) i en Hair vs. Hair Match
  - Steve Austin var dommer i kampen.
  - Efter kampen blev alt håret barberet af WWE's ejer Vince McMahon.
- WWE Women's Championship: Melina besejrede Ashley Massaro i en Lumberjill Match
- WWE Championship: John Cena besejrede Shawn Michaels